# Drypetes balakrishnanii
Drypetes balakrishnanii là một loài thực vật có hoa trong họ Putranjivaceae. Loài này được Chakrab. & M.Gangop. mô tả khoa học đầu tiên năm 1988.